# Leidseplein (Amsterdam)
Het Leidseplein is een plein in het centrum van Amsterdam in het verlengde van de Leidsestraat. Het grenst aan de Marnixstraat, het Kleine-Gartmanplantsoen en de Singelgracht.

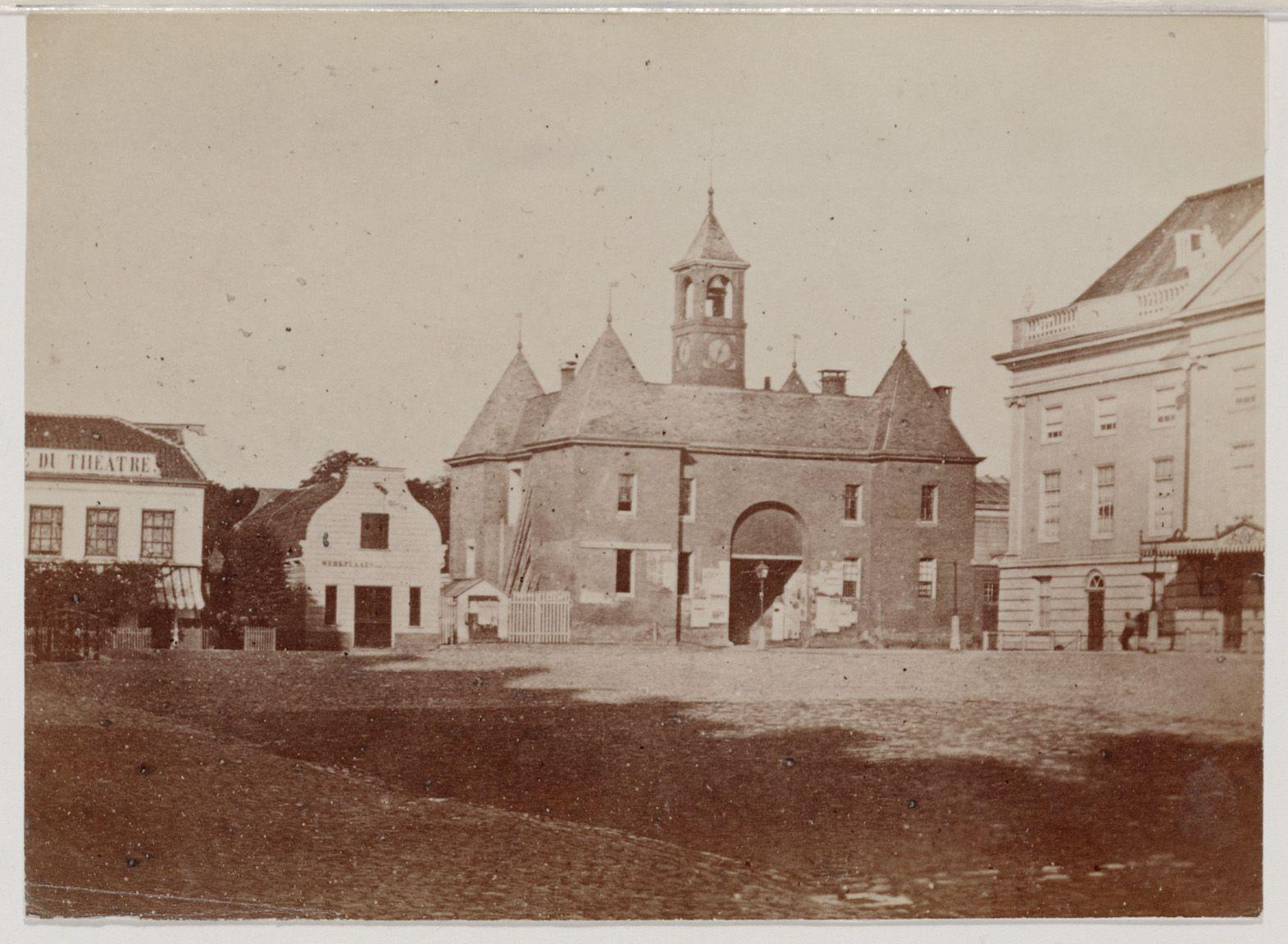
Het Leidseplein is genoemd naar de Leidsepoort die hier stond tot 1862. Rechts de oude Stadsschouwburg.

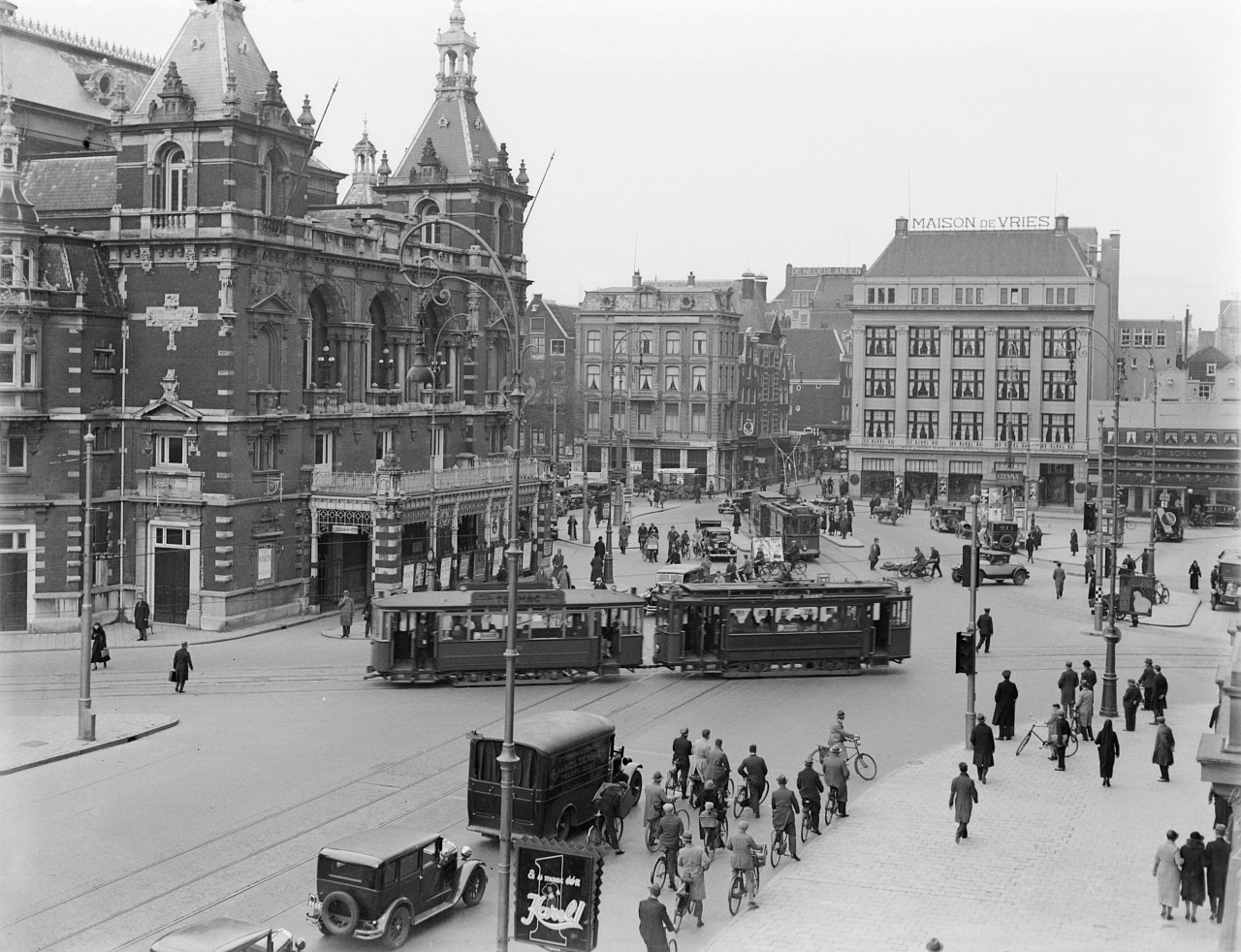
Het Leidseplein, een tramstel van lijn 10 passeert de Stadsschouwburg; 1934.

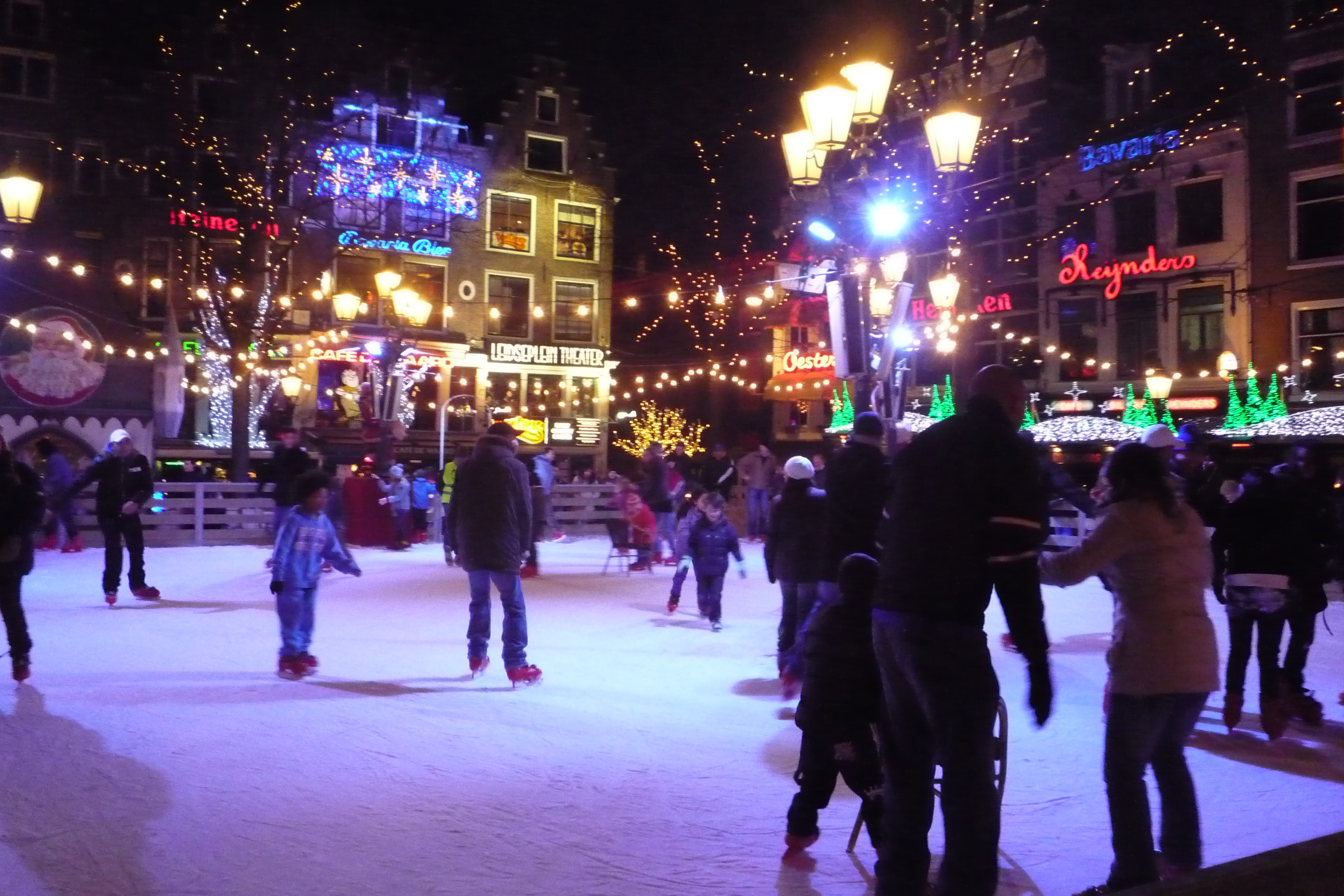
De schaatsbaan op het Leidseplein

## Geschiedenis
Het plein dateert uit 1660, de aanlegperiode van de grachtengordel (de Vierde Uitleg). Het Leidseplein is genoemd naar de Leidsepoort, die hier stond tot 1862 en het begin was van de weg naar Leiden. Het plein is, net als het Haarlemmerplein en het Weesperplein, aangelegd als 'wagenplein', waar bezoekers van buiten de stad hun karren konden parkeren voordat zij verder de stad in gingen.
Na ruim een eeuw kreeg het ook een culturele functie, toen in 1774 de eerste Stadsschouwburg op het plein werd gebouwd. Dit houten gebouw brandde in 1890 geheel af, waarna in 1894 het huidige beeldbepalende gebouw verrees. Vanaf 1875 werd het plein ook een belangrijk verkeersknooppunt, met de opening van de eerste paardentramlijn van Amsterdam.
Het Leidseplein werd onder meer door Willy Walden bezongen in het lied Als op het Leidseplein de lichtjes weer eens branden gaan (1943). Toon Hermans nam in 1946 een lied op dat Zo'n zomeravond op het Leidseplein heette.
Eind jaren 50 en begin jaren 60 was het Leidseplein een favoriete samenscholingsplaats voor jonge artistiekelingen, die naar deze locatie ook wel "pleiners" werden genoemd. Zij bezochten met name de cafés Eijlders en Reynders, waar destijds ook mensen als Remco Campert, resp. Kitty Courbois vaak kwamen.
Het Leidseplein is een bekend uitgaansgebied met terrassen, theaters en horecagelegenheden. Het plein, dat samen met de nabijgelegen Korte en Lange Leidsedwarsstraat en de Leidsekruisstraat de Leidsebuurt vormt, is een ontmoetingsplaats voor zowel Amsterdammers als toeristen en men vindt er ook veel straatartiesten. Ook is er in de winter een kunstijsbaan op de plaats van het terras. 
Aan de in 1917 door Piet Kramer ontworpen, en van 1923 tot 1925 gebouwde Leidsebrug (brug nr. 174) over de Singelgracht ligt het Leidsebosje, met twee van de grootste bomen van Amsterdam: platanen met een omtrek van ruim 6,5 meter. Op een van de takken is in 1989 het beeldje het Boomzagertje geplaatst door de De Onbekende Beeldhouwer.

## Gebouwen
Aan het plein en in de directe omgeving staan de Stadsschouwburg, het Leidseplein Theater, theater De Balie in het vroegere Kantongerecht, de toegang tot het Max Euweplein, Theater Bellevue met drie zalen aan de Leidsekade, de poptempels Paradiso en de Melkweg, coffeeshop The Bulldog en de bioscoop City Theater.
Voor het American Hotel ligt de Hans Snoekfontein. Hier tegenover, en nadrukkelijk zichtbaar, is het grote Hirschgebouw, met een opvallend torentje. Op de hoek van het gebouw, met zicht op het plein, is sinds begin 2012 de eerste Nederlandse Apple Store gevestigd, waar op 22 februari 2022 een gijzeling plaatsvond. Tevens is hier de vestiging van Apple Benelux. Ook was in dit pand een verkooppunt voor de Mini gevestigd.

## Verkeer en vervoer
Het Leidseplein was het beginpunt van de eerste paardentramlijn in Amsterdam op 3 juni 1875: Leidseplein – Plantage. Een kwart eeuw later, op 14 augustus 1900, vertrok de eerste elektrische tramlijn in Amsterdam vanaf het Leidseplein naar het Haarlemmerplein. Deze beide trajecten maken nu deel uit van tramlijn 7 en tramlijn 5.
Sinds 26 juli 1971 is het noordelijk deel van het plein, evenals de Leidsestraat, autovrij en uitsluitend bestemd voor voetgangers en trams. Het voetgangersgebied op het plein is door het verdwijnen van de rijweg en later ook door het verleggen van de trambaan vergroot. In 2017 verdween het autoverkeer ook van de rest van het plein.

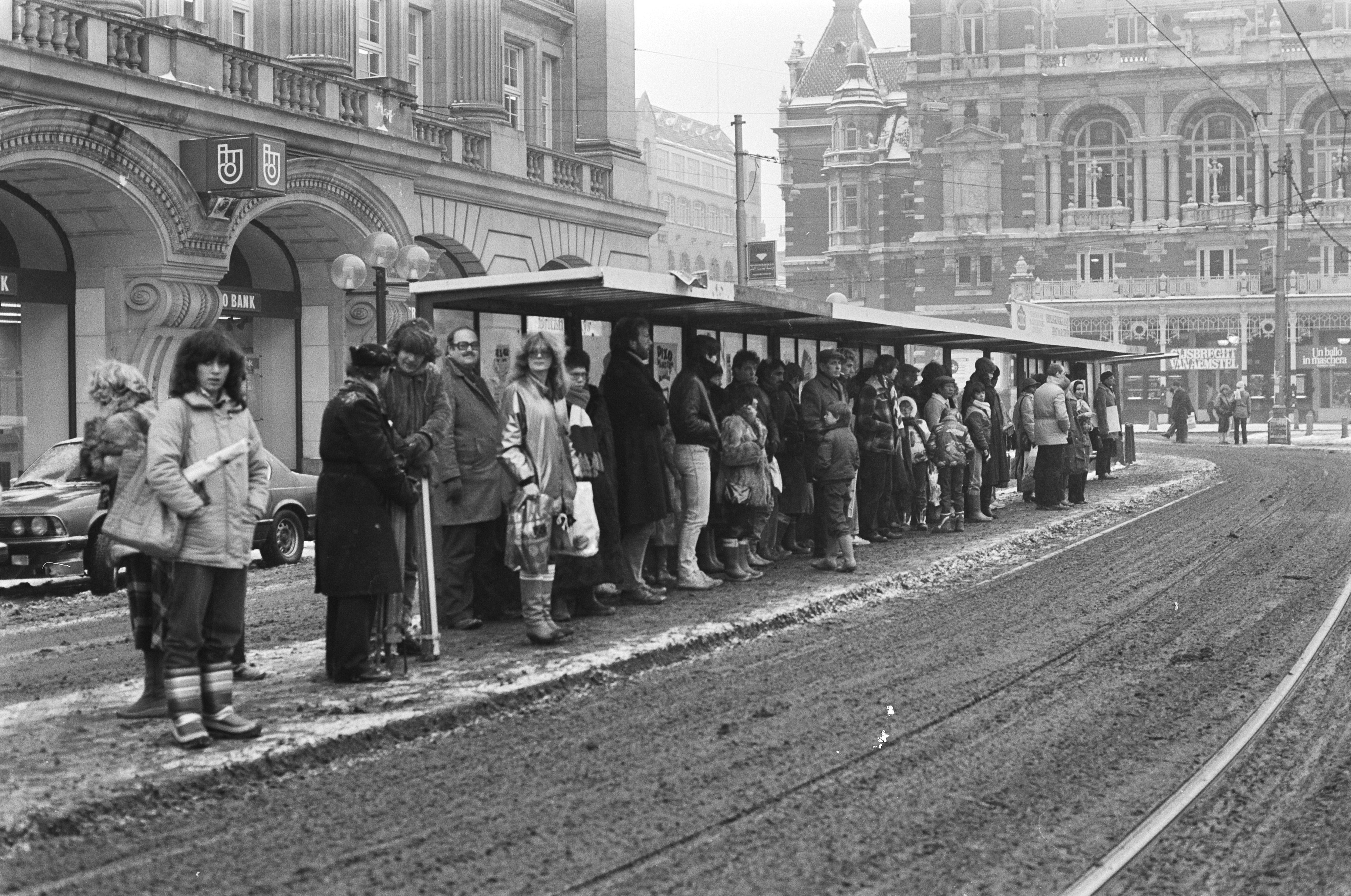
Drukte op tramhalte op Leidseplein in 1981

Op het Leidseplein stadinwaarts, Leidsebrug staduitwaarts, het aangrenzende Kleine-Gartmanplantsoen richting Oost en in de Marnixstraat richting West zijn haltes voor de tramlijnen 1, 2, 5, 7, 12 en 19. Een tweetal streekbuslijnen hebben hun halte op de Stadhouderskade nabij het Leidseplein evenals een groot aantal nachtlijnen.

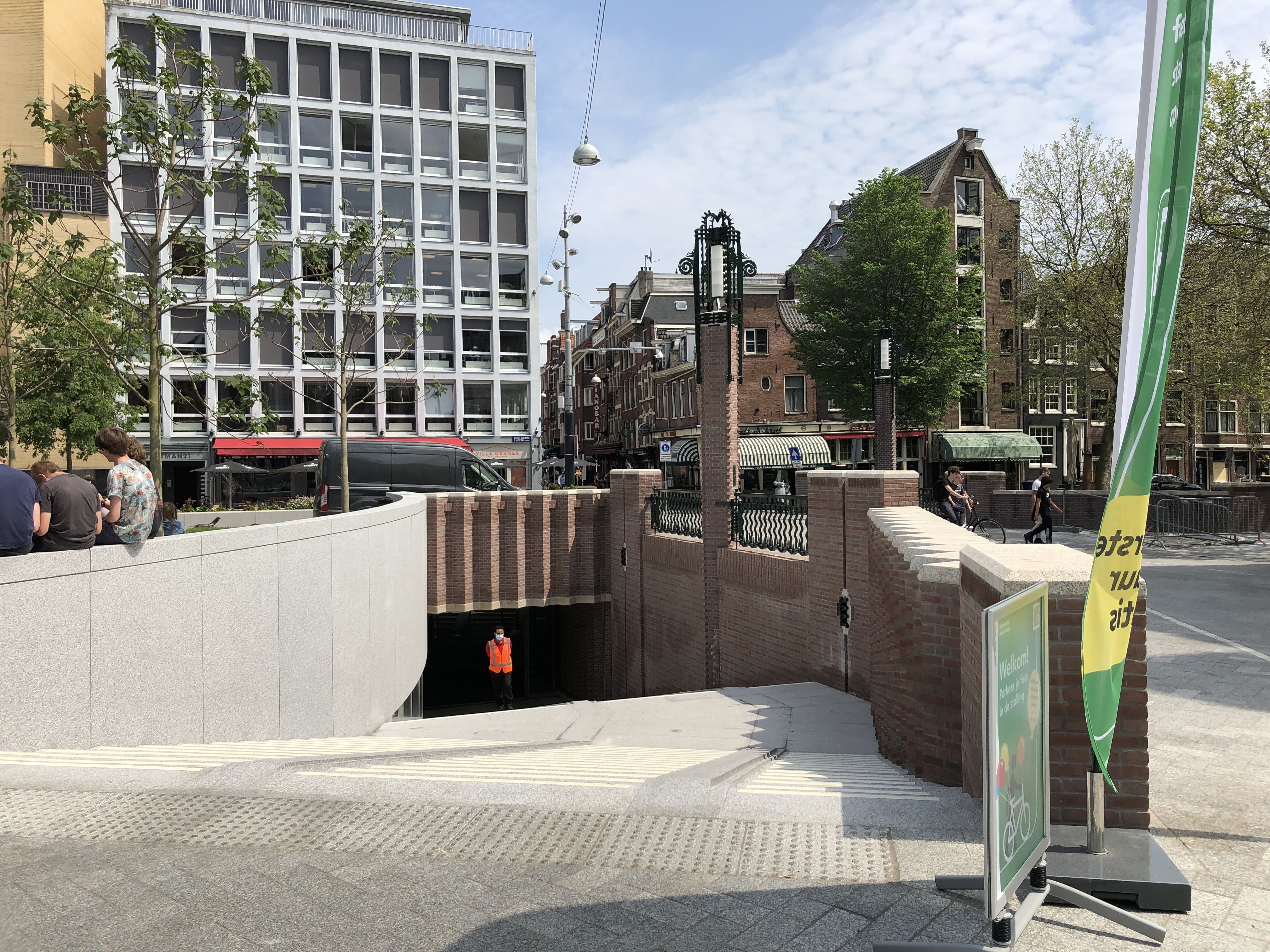
De fietsenstalling is ontworpen door kunstenaar Hans van Houwelingen

Op het Kleine-Gartmanplantsoen stond van 1924 tot 1949 een gebouw van de KLM, hiervandaan vertrokken luchtpassagiers per bus naar Schiphol. Daarna was er tot november 2017 een taxistandplaats, deze is verplaatst naar de Leidsebrug. 
In 2016/'17 is de Leidsebrug vernieuwd en de bestrating op het plein vervangen.
Begin 2018 ging het plein op de schop voor de aanleg van een nieuwe ondergronds fietsenkelder onder het Kleine-Gartmanplantsoen. In mei 2021 ging de stalling open, er is plek voor 2000 fietsen. Bovengronds werd het plein herinricht zodat er meer ruimte ontstond voor voetgangers. Ook werd het kunstwerk Blauw Jan van Hans van Houwelingen (de hagedissen en leguanen) weer teruggeplaatst. Van Houwelingen was ook verantwoordelijk voor het ontwerp van de entree van de fietsenstalling. In 2024 werd het beeld Tegen alle stromen in van Rini Hurkmans ter nagedachtenis aan Peter R. de Vries onthuld.

## Galerij

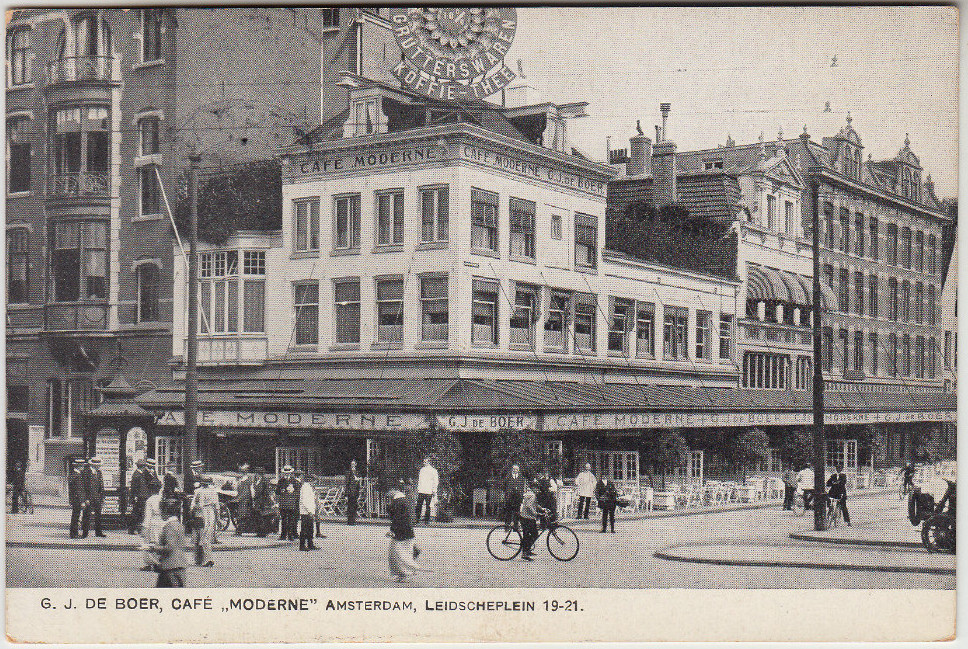
Café Moderne, Leidscheplein 19-21, hoek Kleine-Gartmanplantsoen; circa 1920.
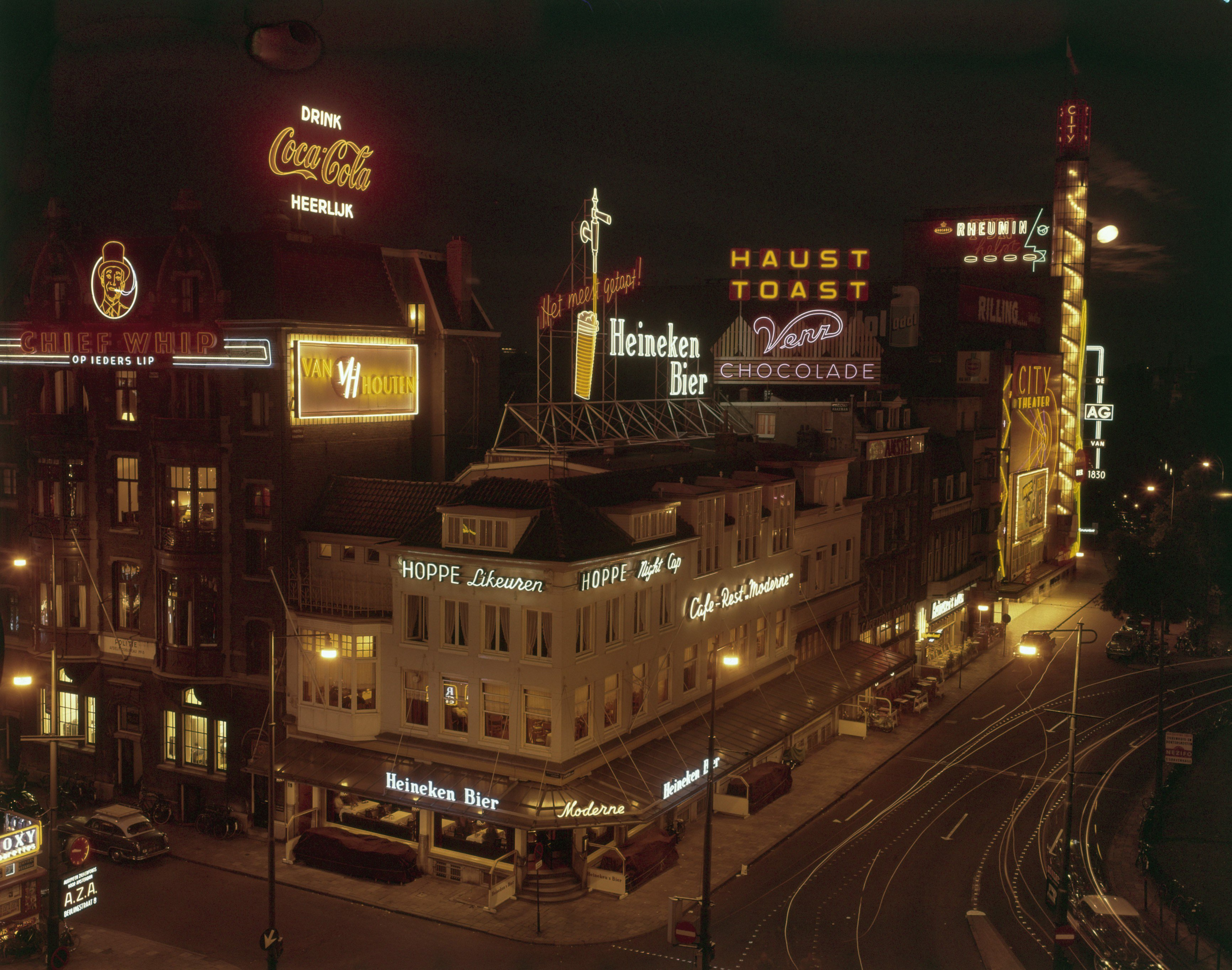
Café Moderne, Leidscheplein 19-21, hoek Kleine-Gartmanplantsoen; circa 1960.
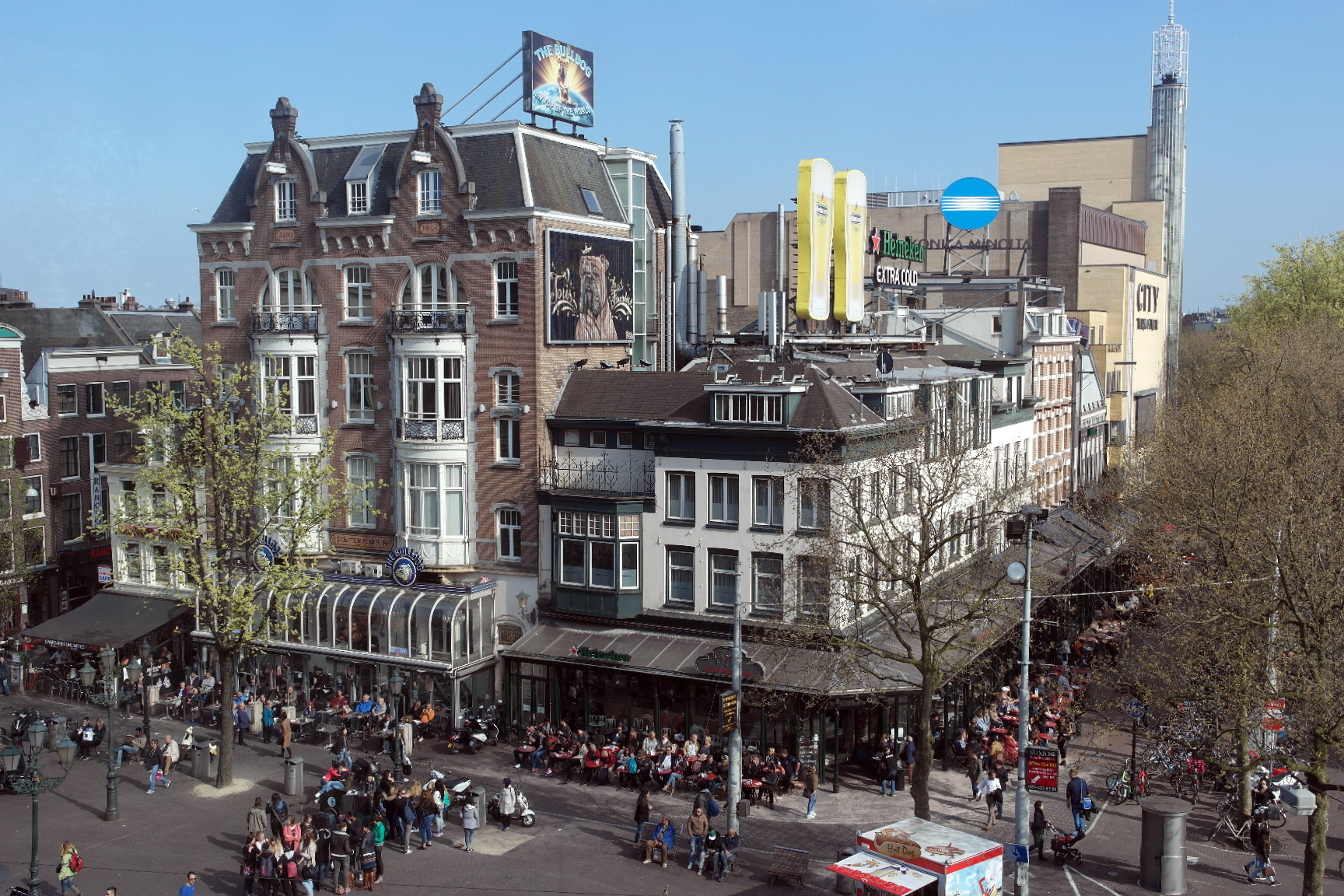
Panorama vanaf de Stadsschouwburg op het Leidseplein in 2015.
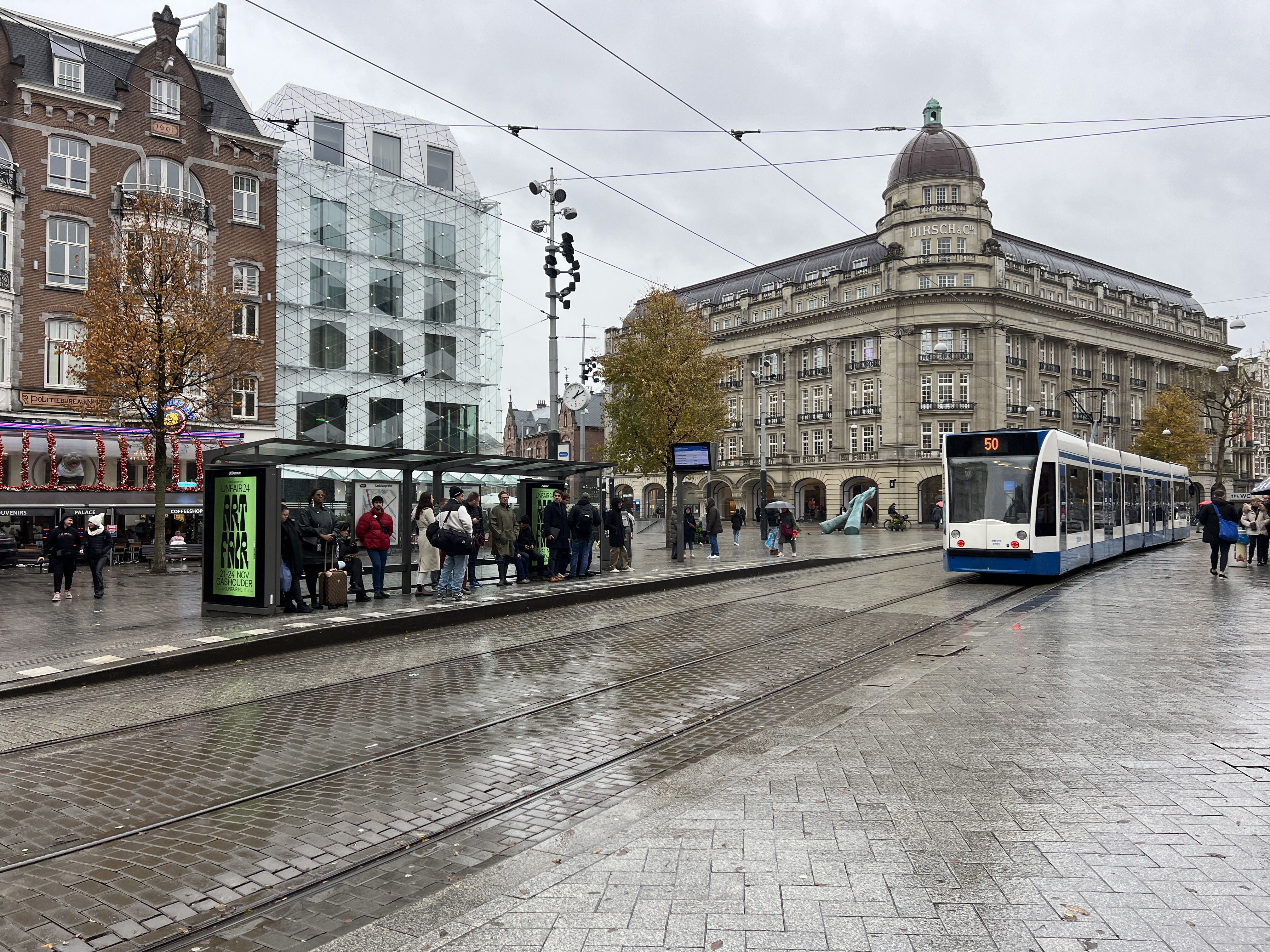
Leidscheplein in 2024.